# Zenobio
Zenobio  è un nome proprio di persona italiano maschile.

## Varianti
- Maschili: Zanobi[2][3]
- Femminili: Zenobia[1][2][3][4], Zanobia[3]

### Varianti in altre lingue
- Armeno: Զինովի (Zinovi), Զենոբ (Zenob)
- Basco: Kenoba[5]
- Catalano: Zenobi[5], Cenobi[5]
- Greco antico: Ζηνόβιος (Zenobios)[1][2][6]
  - Femminili: Ζηνοβία (Zenobia)[1][2][7]
- Greco moderno; Ζηνόβιος (Zīnovios)
  - Femminili: Ζηνοβία (Zīnovia)[7]
- Inglese
  - Femminili: Zenobia[8]
- Latino: Zenobius[1][2]
  - Femminili: Zenobia[1][2]
- Polacco: Zenobiusz
- Russo: Зиновий (Zinovij)[6]
  - Femminili: Зиновия (Zinovija)[7]
  - Ipocoristici femminili: Зина (Zina)
- Spagnolo: Zenobio[5], Cenobio[5]
- Ucraino: Зіновій (Zinovij)[6]
  - Femminili: Зіновія (Zinovija)[7]
- Ungherese: Zenóbiosz

## Origine e diffusione

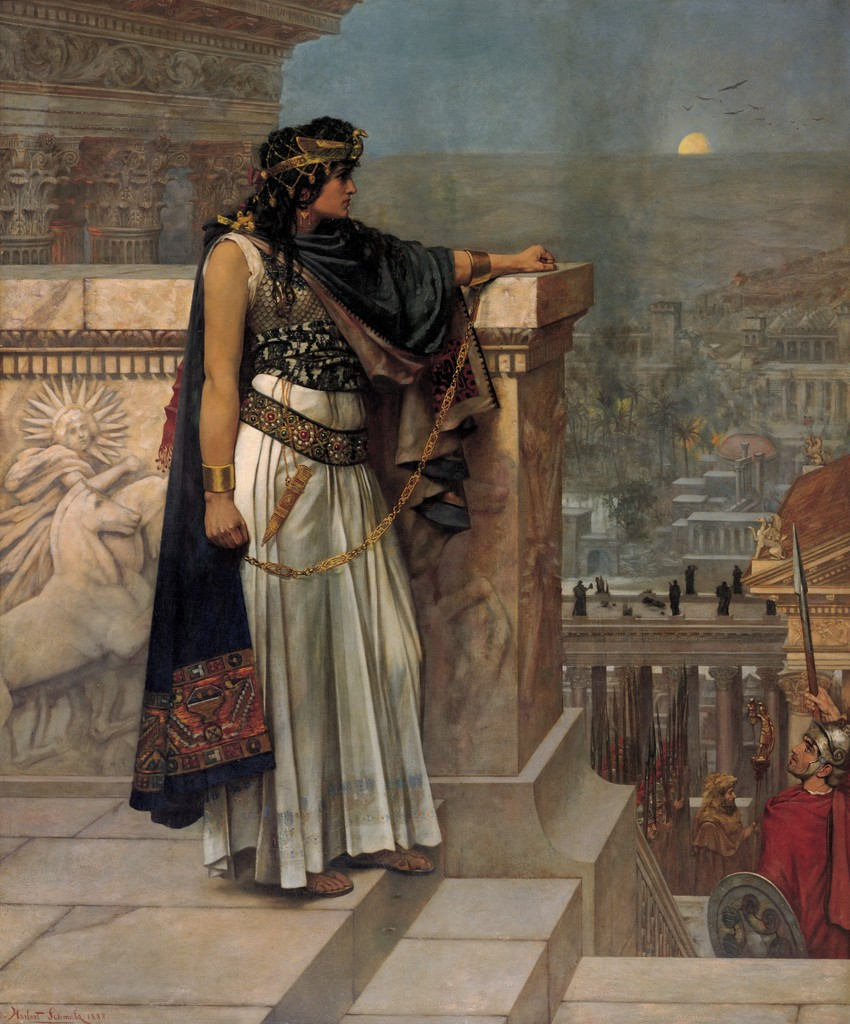
L'ultimo sguardo della regina Zenobia su Palmira, di Herbert Schmalz

Deriva, tramite il latino imperiale Zenobius, dal greco antico Ζηνόβιος?, Zenóbios. È composto da due elementi, di cui il primo è Ζήν (Zḗn), una forma parallela di Zeus formata sull'accusativo omerico Ζῆν, da cui discendono anche Zeno e Zenaide; il secondo elemento può essere βίος (bíos, "vita"), oppure βία (bía, "forza"). Il significato, a seconda di come viene interpretato il secondo elemento, può essere "vita di Zeus", "Zeus è vita", "che ha vita da/per Zeus", oppure "forza di Zeus".
La forma femminile è nota per essere stata portata da Zenobia, la regina di Palmira che sfidò Roma venendo poi sconfitta da Auraliano; nel suo caso, però, il greco Ζηνοβία era l'adattamento paretimologico di un nome orientale, forse affine all'arabo Zaynab; il suo nome aramaico originale era invece בת זבי (Bath-zabbai), corrispondente probabilmente a Betsabea.
In Italia il nome è pressoché scomparso; già negli anni 1950 era disusato, e negli anni 1970 se ne contavano circa seicento occorrenze (divise a metà tra maschile e femminile), più una sessantina della variante "Zanobi", attestata per lo più a Firenze e provincia. Curiosamente, senza che ne sia chiaro il motivo, la forma femminile è attestata anche in Devon e Cornovaglia tra il XVI e il XIX secolo, in varie forme vernacolari quali Zenobie, Senobia, Sinobia, Synibie e Cenoby.

## Onomastico
L'onomastico si può festeggiare in memoria di più santi, alle date seguenti:
- 20 febbraio, san Zenobio, sacerdote e medico di Sidone, martire sotto Diocleziano ad Antiochia[5][10][11]
- 25 maggio (o 10 maggio a Firenze e a Scandicci), san Zanobi o Zenobio, primo vescovo di Firenze[1][4][10][11]
- 29 ottobre, san Zenobio, sacerdote e martire a Sidone[10][11]
- 30 ottobre, san Zenobio, medico e forse vescovo di Egee, e sua sorella santa Zenobia, martiri sotto Massimiano[10][11]
- 24 dicembre, san Zenobio, martire a Tripoli[11]

## Persone
- Zenobio, filosofo greco antico

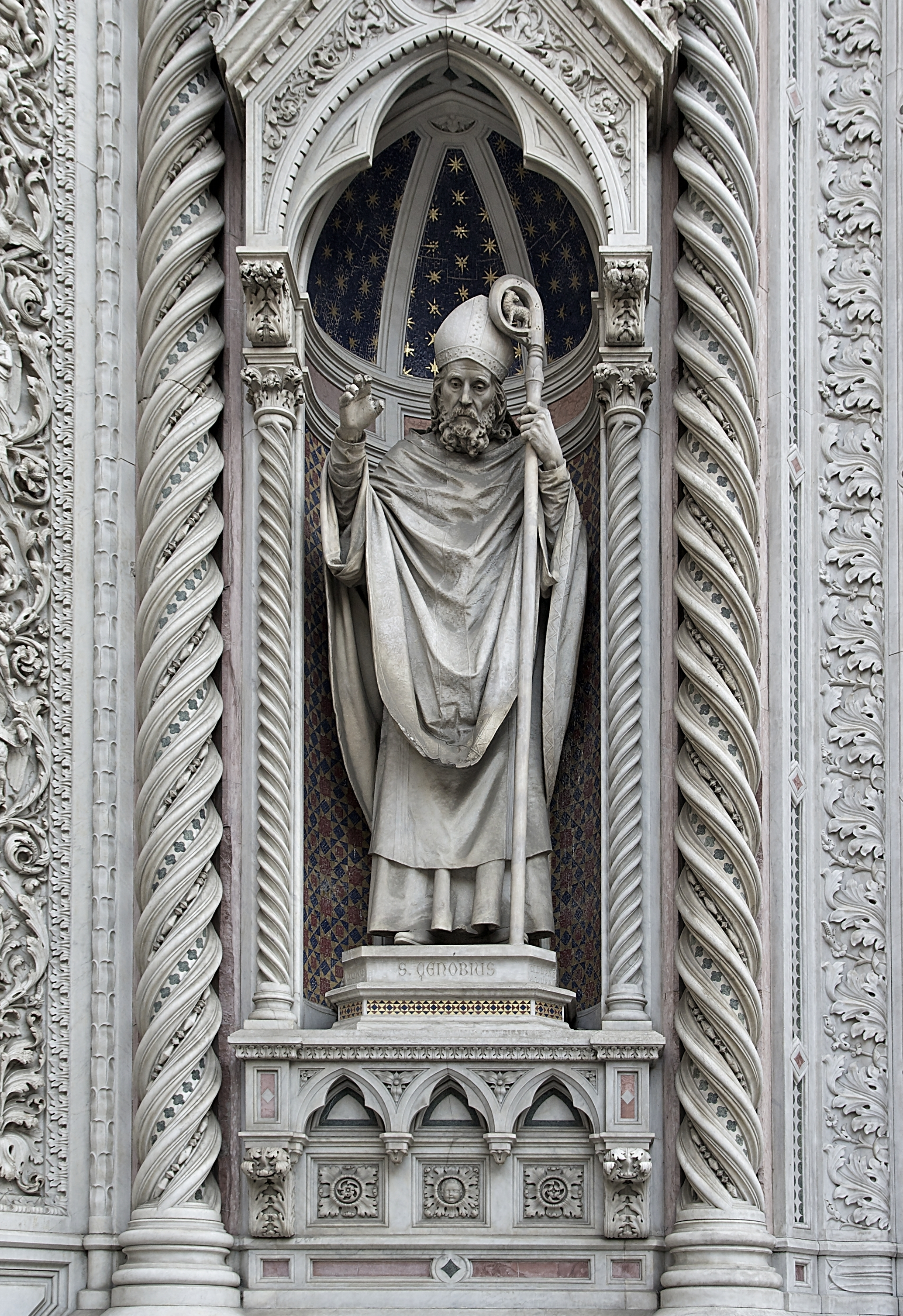
San Zanobi

- Zenobio di Glak, vescovo e scrittore armeno
- Zenobio Baggioli, fumettista italiano
- Zenobio Bocchi, religioso e botanico italiano
- Zenobio Lorenzo Guilland, arcivescovo cattolico argentino

### Variante Zanobi
- Zanobi, vescovo di Firenze

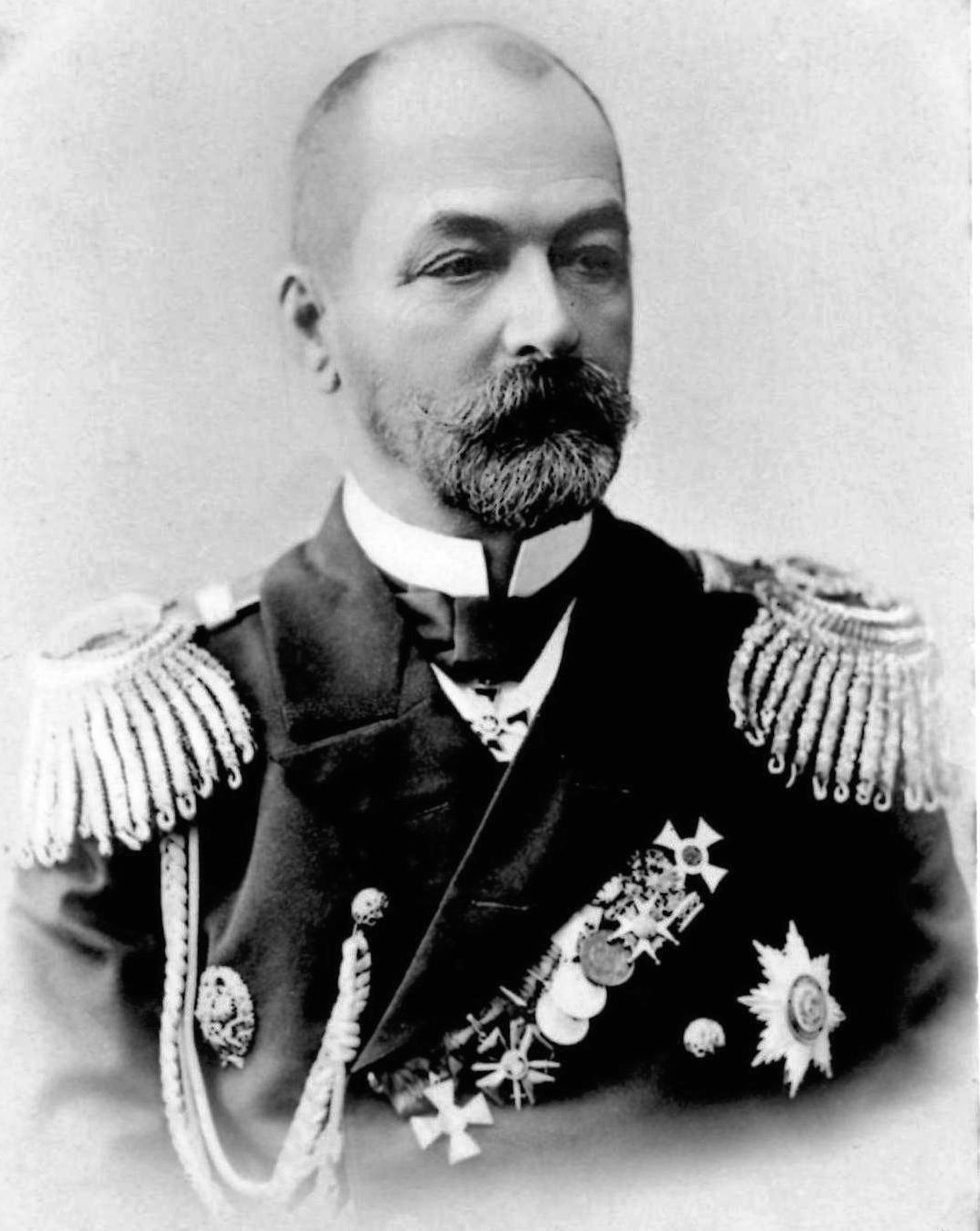
Zinovij Petrovič Rožestvenskij

- Zanobi Acciaiuoli, religioso, scrittore e traduttore italiano
- Zanobi Carnesecchi di Francesco, politico italiano
- Zanobi da Strada, scrittore e letterato italiano
- Zanobi del Rosso, architetto italiano
- Zanobi de' Medici, vescovo cattolico italiano
- Zanobi Machiavelli, pittore e miniaturista italiano
- Zanobi Magnolino, scacchista italiano
- Zanobi Maria da Firenze, missionario e vescovo cattolico italiano
- Zanobi Pasqui, magistrato e politico italiano
- Zanobi Rosi, pittore italiano
- Zanobi Strozzi, pittore e miniatore italiano

### Altre varianti maschili
- Zinovij Peškov, generale e diplomatico francese
- Zinovij Rožestvenskij, ammiraglio russo
- Zinovios Valvis, politico greco

### Variante femminile Zenobia
- Zenobia, regina d'Armenia
- Zenobia, regina di Palmira

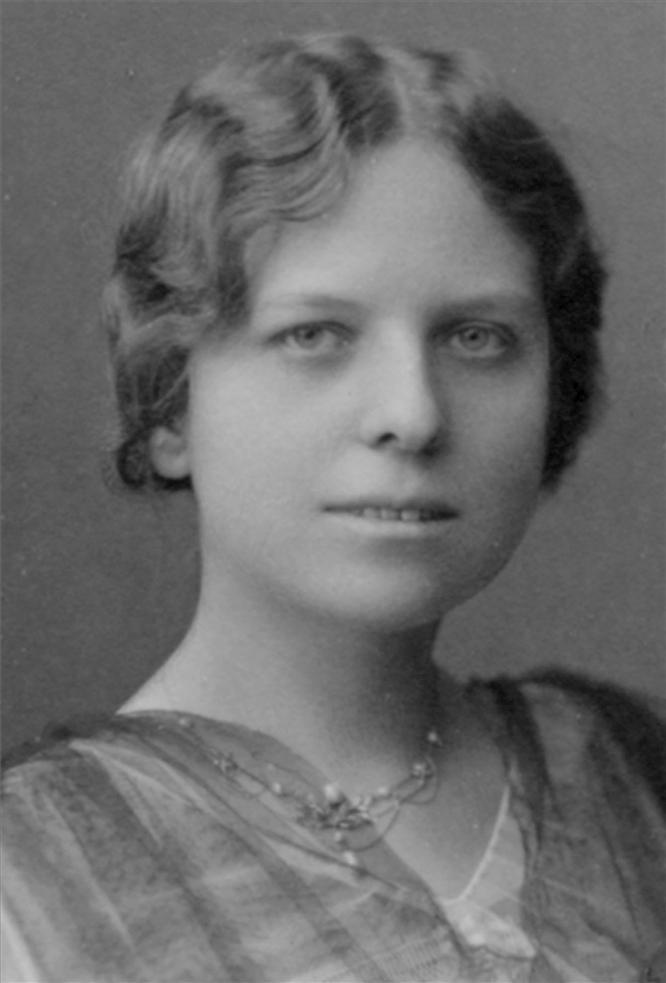
Zenobia Camprubí

- Zenobia Camprubí, scrittrice e traduttrice spagnola
- Zenobia del Carretto Doria, principessa di Melfi
- Zenobia Gonzaga, nobildonna italiana

## Il nome nelle arti
- Zenobia è un personaggio dei fumetti Disney ideato da Romano Scarpa.